# Universidad Autónoma de Centro América

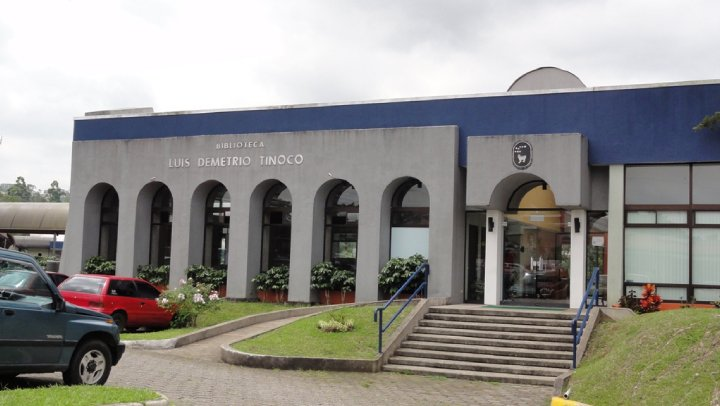

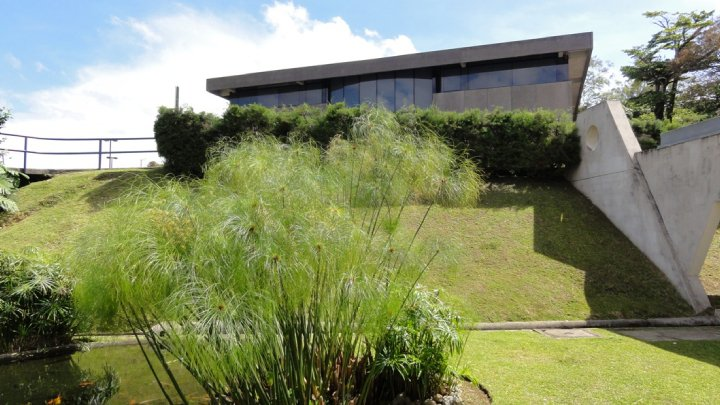

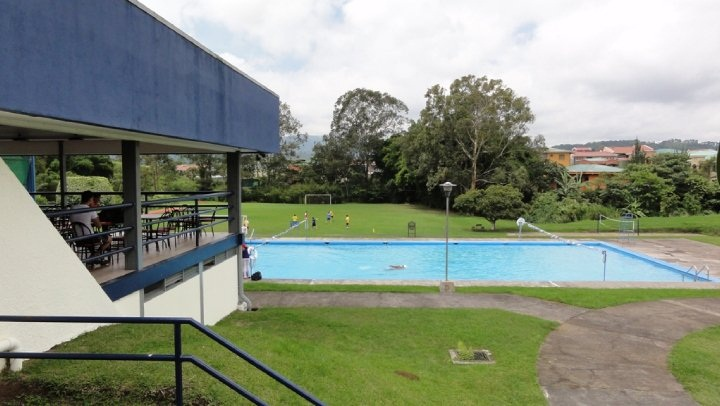

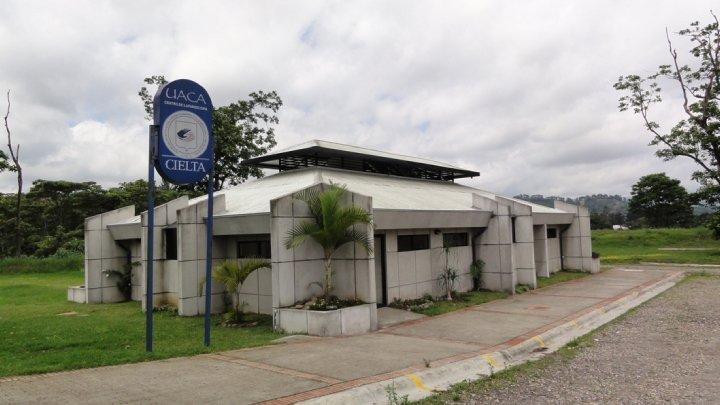

Fundada en 1976 bajo el marco legal de una fundación sin fines de lucro, la UACA es la primera universidad privada de Costa Rica. Su nacimiento tuvo como objetivo atender a los miles de estudiantes egresados de la segunda enseñanza que se quedaban sin campo en las universidades públicas, las que no daban abasto para recibir a todos los jóvenes deseosos de efectuar estudios universitarios. A pesar de su larga trayectoria, los rankings nacionales e internacionales la ubican en una posición de ventaja entre las universidades privadas del país. El fin de la Universidad es formar en los estudiantes una mente disciplinada en el pensar lógico, objetivo y creativo.

## Historia
La UACA (Universidad Autónoma de Centroamérica) fue creada por la fundación Universidad Autónoma de Centroamérica a comienzos de 1975; a finales de ese mismo año fue autorizada por Decreto Ejecutivo n.º 5622-E y n.º 6359-E, y en agosto de 1976 abrió sus puertas a los estudiantes. Buscando en el tiempo y en el espacio la mejor forma de plasmar lo que debía ser  la nueva institución, se llegó a darle unos lineamientos generales inspirados en lo que se conoce como el modelo de Cambridge. Habría de funcionar entonces, en forma de colegios universitarios descentralizados. El colegio universitario sería la unidad básica de vida académica y debería estar constituido por profesores con deseos de enseñar y estudiantes con afán de aprender. Se consideró que los colegios federados o afiliados deberían ser ocasión para el encuentro más humano entre profesores y estudiantes que hicieran posible la más alta personalización, gracias a una relación más directa entre los mismos, sin la intervención desaforada de destructiva burocracia. Cuatro fueron los colegios que iniciaron labores: el Colegio Stvdivm Generale, el Colegio Académico, el Colegio Monterrey y el Colegio Veritas, en los años siguientes, la UACA llegó a tener hasta 16 colegios afiliados.
A partir de la salida de algunos de estos colegios, la UACA unificó sus instalaciones en su actual campus central en Cipreses de Curridabat, mismo que lleva el nombre de su fundador y primer rector Lic. Jose Guillermo Malavassi Vargas, estas instalaciones universitarias se gestionan desde hace algunos años bajo la premisa de "Campus Verde", fomentando estrategias para la reducción de consumo energético y de agua, movilidad motorizada y la promoción de un estilo de vida más activo y en relación con la naturaleza.

## Fundadores
- Lic. Enrique Benavides Chaverri.
- Lic. Jorge Corrales Quesada.
- Lic. Alberto Di Mare Fuscaldo.
- Lic. Guido Fernández Saborío.
- Lic. Alfredo Fournier Beeche.
- Dr. Fabio Fournier Jiménez.
- Don Edmundo Gerli González.
- Lic. Fernando Guier Esquivel.
- Ing. Enrique Malavassi Vargas.
- Lic. Guillermo Malavassi Vargas.
- Lic. Gonzalo Ortiz Martín.
- Lic. Rafael Robles Jiménez.
- Lic. Rogelio Sotela Montagné.
- Lic. Cristian Tattenbach Iglesias.
- Lic. Luis Demetrio Tinoco Castro.
- Prof. Cecilia Valverde Barrenechea.
- Dr. Renato Viglione Marchisio.
- Lic. Thelmo Vargas Madrigal.

## Facultades y escuelas de la Universidad

### Campus J. Guillermo Malavassi Vargas
- Arquitectura (Acreditada por SINAES)
- Administración
- Administración de Recursos Humanos
- Administración del Transporte Aéreo
- Derecho (Acreditada por SINAES)
- Economía
- Periodismo
- Relaciones Internacionales
- Relaciones Públicas
- Turismo
- Ingeniería Civil
- Ingeniería Industrial
- Ingeniería de Sistemas
- Ingeniería Eléctrica
- Ingeniería Mecánica y Mantenimiento Industrial
- Ingeniería Topográfica y Catastral
- Enfermería (Acreditada por SINAES)
- Medicina (Acreditada por SINAES)
- Terapia física
- Bibliotecología
- Educación Física (Acreditada por SINAES)
- Filología
- Filosofía
- Historia
- Teología
- Psicología
- Psicopedagogía

### Instituto de Enseñanza de Posgrado e Investigación
- Maestrías Académicas y Profesionales en diferentes carreras.
- Maestría en Derecho Público.
- Especialidad en Derecho Notarial.
- Maestría Académica en Didáctica Universitaria.
- Philosophiae Doctor (Ph.D.) en todas las carreras que ofrece la Universidad.

### Sede Regional del Caribe
Carreras:
- Administración (Bachillerato y Licenciatura).
- Administración de Negocios (Licenciatura).
- Administración de Negocios con énfasis en Finanzas y Banca (Maestría).
- Administración de Recursos Humanos (Bachillerato y Maestría).
- Contaduría (Bachillerato y Maestría).
- Derecho (Bachillerato y Licenciatura).
- Derecho Notarial y Registral (Especialidad).
- Educación Física (Bachillerato).
- Educación Física con énfasis en Docencia (Licenciatura).
- Educación I y II Ciclos (Bachillerato y Licenciatura).
- Ingeniería Civil (Bachillerato).
- Ingeniería de Sistemas (Bachillerato y Licenciatura).
- Ingeniería Industrial (Bachillerato y Licenciatura).
- Psicología (Bachillerato y Licenciatura).

### Sede Regional del Caribe - Guápiles
Carreras:
- Administración de Negocios
- Administración de Negocios con mención en Recursos Humanos
- Contaduría Pública
- Derecho
- Derecho Notarial y Registral
- Educación en I y II Ciclo
- Educación Física y Deportes
- Ingeniería  Civil
- Ingeniería  Industrial
- Ingeniería Mecánica y Mantenimiento Industrial
- Ingeniería Topográfica
- Ingeniería de Sistemas
- Psicología

### Sede Regional del Pacífico Norte - Nicoya
Carreras:
- Administración de Negocios (Bachillerato).
- Bibliotecología (Bachillerato).
- Ingeniería de Sistemas (Bachillerato).
- Terapia del Lenguaje (Bachillerato).
- Educación Física y Deportes
- Psicología
- Terapia Física
- Turismo

### Sede del Occidente - San Ramón
Carreras:
- Educación Física
- Administración
- Terapia Física
- Psicología

### Sede Regional del Pacífico Sur - Corredores
Carreras:
- Administración
- Administración de Negocios
- Derecho
- Ingeniería Civil
- Ingeniería Industrial
- Ingeniería de Sistemas
- Relaciones Públicas

## Servicios
- Biblioteca.
- Atención al Estudiante.
- Centro Estudiantil.
- Cafetería.
- Laboratorios de Terapia Física, Química, Fisiología, Cómputo, Construcción, Suelos y Sala de Disección.
- Mercadeo.
- Programa de Salud Integral.
- Clínica de Salud Integral Los Cipreses.
- Oficina de Relaciones Internacionales.
- Oficina de Educación Continua.
- Oficina de Extensión Social.
- Editorial.
- Laboratorio de Radio.
- Laboratorio de Televisión.
- Residencias Estudiantiles.
- Restaurante.
- Sistema de Becas.